# Melodii la Costinești
Melodii la Costinești este un film românesc de comedie din 1983, în regia lui Constantin Păun. 

## Distribuție
- Horațiu Mălăele – Călin Buzescu
- George Mihăiță – Alexandru „Alică” Alexandru
- Vasile Muraru – George „Gogu” Moț
- Bogdan Stanoevici – Sorin Alexandru
- Mariana Buruiană – Dana
- Jorj Voicu

## Coloana sonoră
Filmul are o bogată coloană sonoră, în mare parte creată de compozitorul Vasile Șirli. Majoritatea pieselor cu solist vocal au acompaniamentele asigurate de formația Post Scriptum. De asemenea, momentele instrumentale atribuite formației Uragan sunt interpretate de Post Scriptum.
În ordinea apariției în film, piesele muzicale sunt următoarele:
| - „Eu și ea” muzică: Vasile Șirli versuri: Lucian Avramescu voce: Doru Tufiș acompaniament: Post Scriptum - (fără titlu, instrumental – Uragan pe scenă) muzică: Post Scriptum - „Dacă tu ai vrea” muzică: Vasile Șirli versuri: Lucian Avramescu voce: Tiberiu Ladner (Post Scriptum) acompaniament: Post Scriptum - „Cei trei... patru mușchetari” [sic!] muzică: Vasile Șirli - „Bufonul zburător” muzică: Post Scriptum versuri: Post Scriptum voce: Tiberiu Ladner acompaniament: Post Scriptum - „Ne-a găsit timpul față-n față” muzică: Vasile Șirli versuri: Anca Argeșiu voce: George Nicolescu, Dida Drăgan acompaniament: Post Scriptum - (fără titlu, instrumental, solo de baterie) muzică: Post Scriptum (Mihai „Miși” Farcaș) | - (fără titlu, instrumental) muzică: Post Scriptum - „Frumoșii adolescenți” muzică: Vasile Șirli versuri: Lucian Avramescu voce: Maria Nagy acompaniament: Post Scriptum - „La mijloc de pădure” muzică: Semnal M (Iuliu Merca) versuri: Ion Tomoioagă voce: Iuliu Merca acompaniament: Post Scriptum - „Văpaia de rod” muzică: Vasile Șirli versuri: Anca Argeșiu voce: George Nicolescu acompaniament: Post Scriptum - „Te aștept mereu” muzică: Sfinx versuri: Alexandru Andrieș voce: Sorin Chifiriuc (Sfinx) acompaniament: Sfinx - „Joc de cuvinte” muzică: Post Scriptum voce: Post Scriptum acompaniament: Post Scriptum |